# Epipedobates tricolor
Epipedobates tricolor là một loài ếch phi tiêu độc. Nó là loài đặc hữu của Ecuador và sống tại những sườn núi Andes thuộc miền trung Ecuador tại tỉnh Bolívar. Chúng có màu sắc rực rỡ. Loài này đang bị đe dọa, và người ta chỉ biết có một vài địa điểm hoang dã nơi chúng sinh sống.